# Czerniawka (dopływ Łomniczki)
Czerniawka (Czerniewka, niem. Himmel Seifen) – potok górski, prawy dopływ Łomniczki.
Potok płynie w Karkonoszach, w woj. dolnośląskim. W części źródliskowej składa się z potoczków wypływających wachlarzowato z porośniętego kosodrzewiną północno-zachodniego zbocza Czarnego Grzbietu (na północnym zboczu Czarnej Kopy). Źródła potoku położone są w Karkonoskim Parku Narodowym na wysokości około 1310 m n.p.m. Płynie granicą Karkonoskiego Parku Narodowego w kierunku północnym, w górnym biegu spływa stromym zboczem, porośniętym lasem regla górnego, w dolnym biegu płynie zboczem wśród lasu regla dolnego w kierunku Łomniczki, do której wpada na wysokości ok. 780 m n.p.m. powyżej Karpacza. Potok nieuregulowany o wartkim prądzie wody.